# Liste der Baudenkmäler im Kreis Warendorf

Kreis Warendorf

Die Liste der Baudenkmäler im Kreis Warendorf umfasst:
- Liste der Baudenkmäler in Ahlen
- Liste der Baudenkmäler in Beckum
- Liste der Baudenkmäler in Beelen
- Liste der Baudenkmäler in Drensteinfurt
- Liste der Baudenkmäler in Ennigerloh
- Liste der Baudenkmäler in Everswinkel
- Liste der Baudenkmäler in Oelde
- Liste der Baudenkmäler in Ostbevern
- Liste der Baudenkmäler in Sassenberg
- Liste der Baudenkmäler in Sendenhorst
- Liste der Baudenkmäler in Telgte
- Liste der Baudenkmäler in Wadersloh
- Liste der Baudenkmäler in Warendorf

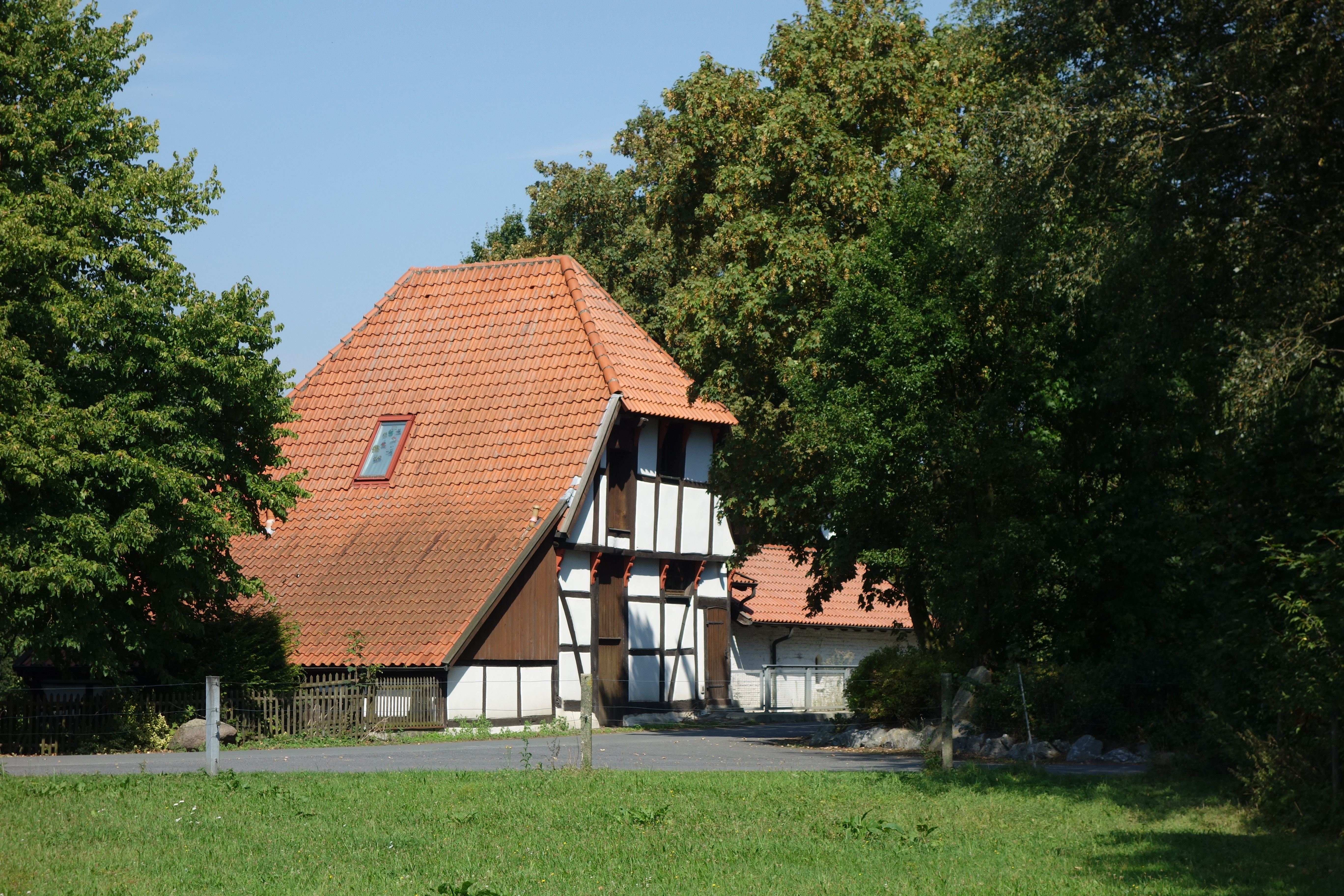
Verings Mühle (Ahlen)
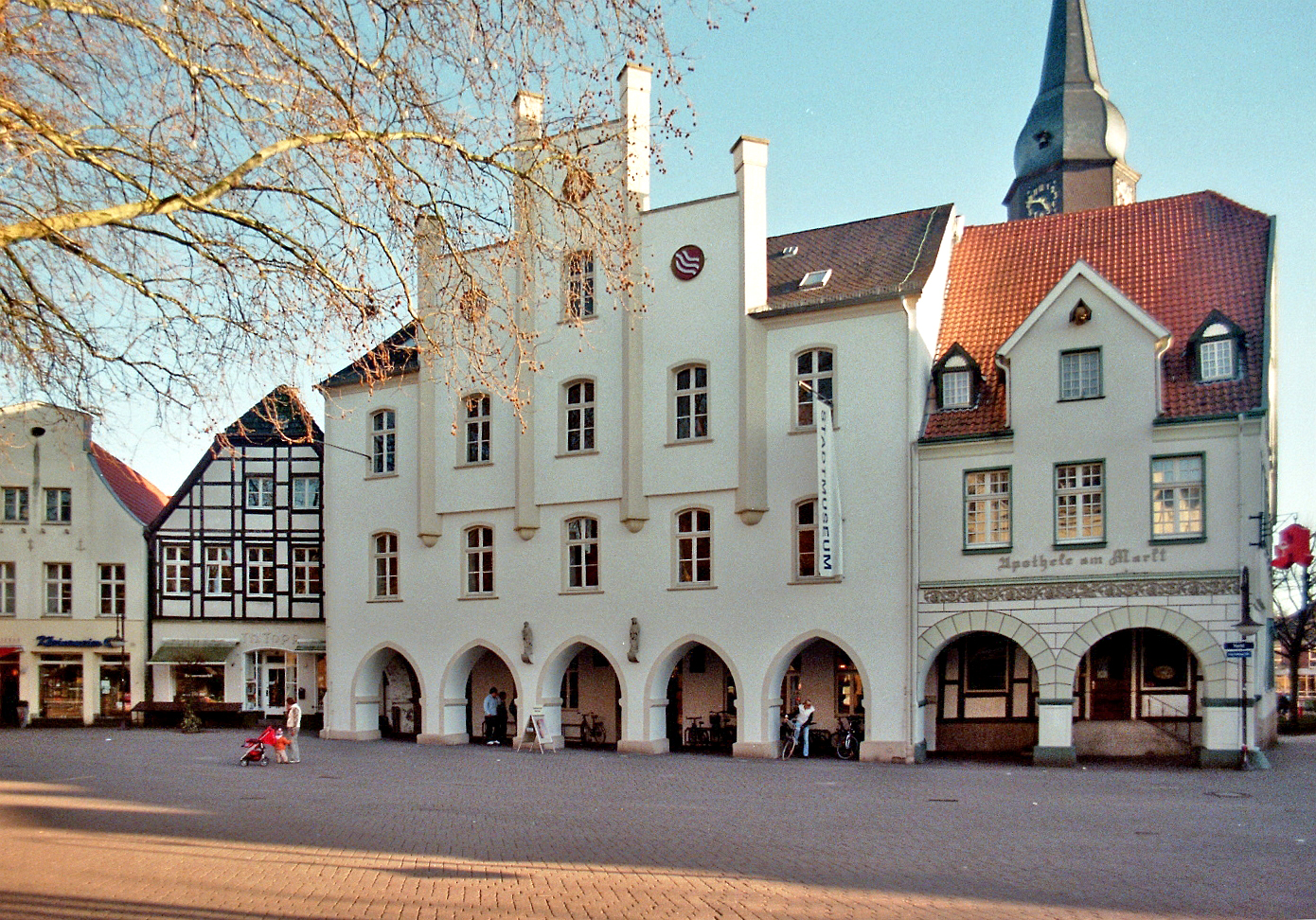
Rathaus (Beckum)
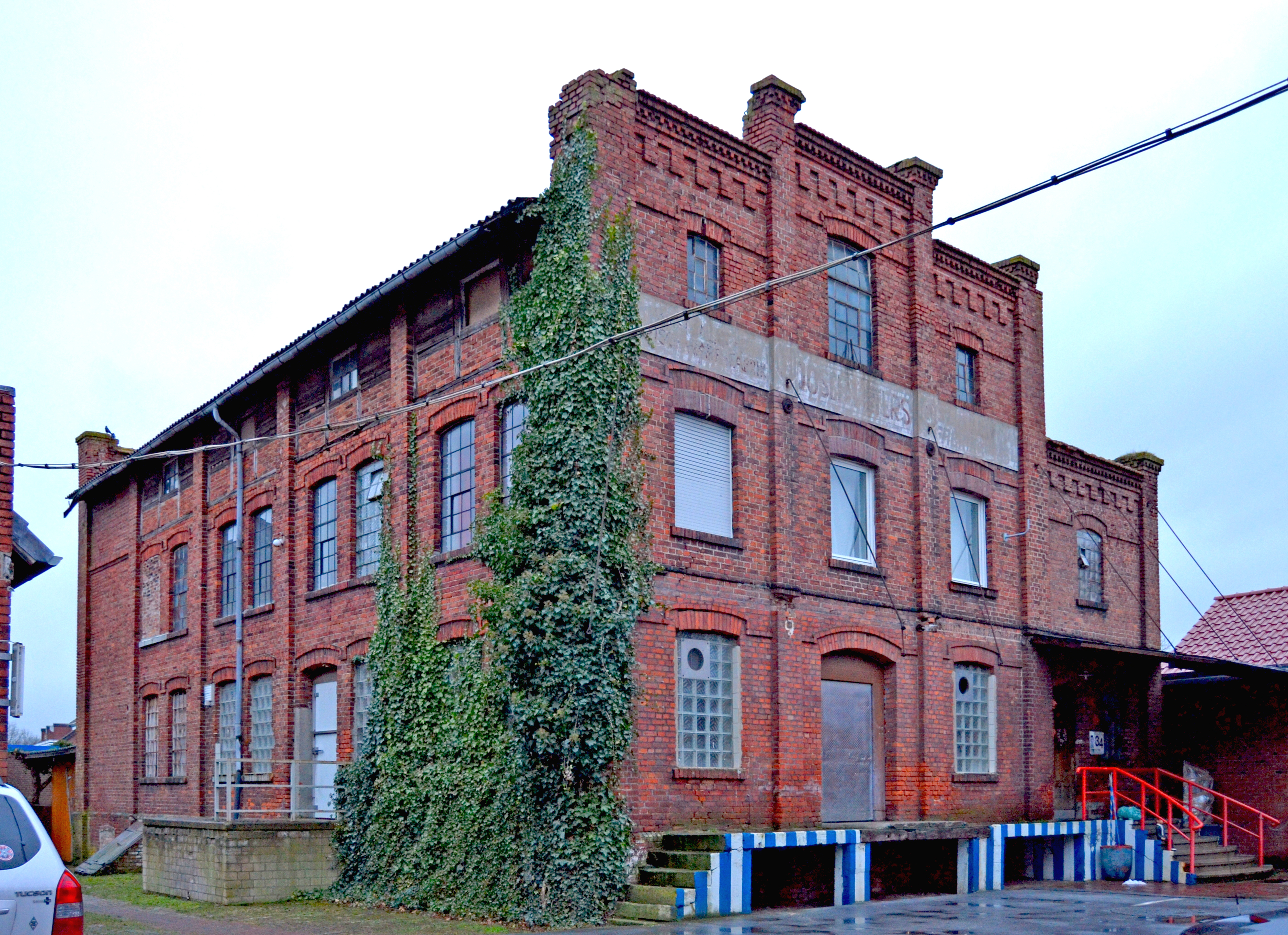
ehem. Fleischwarenfabrik (Beelen)
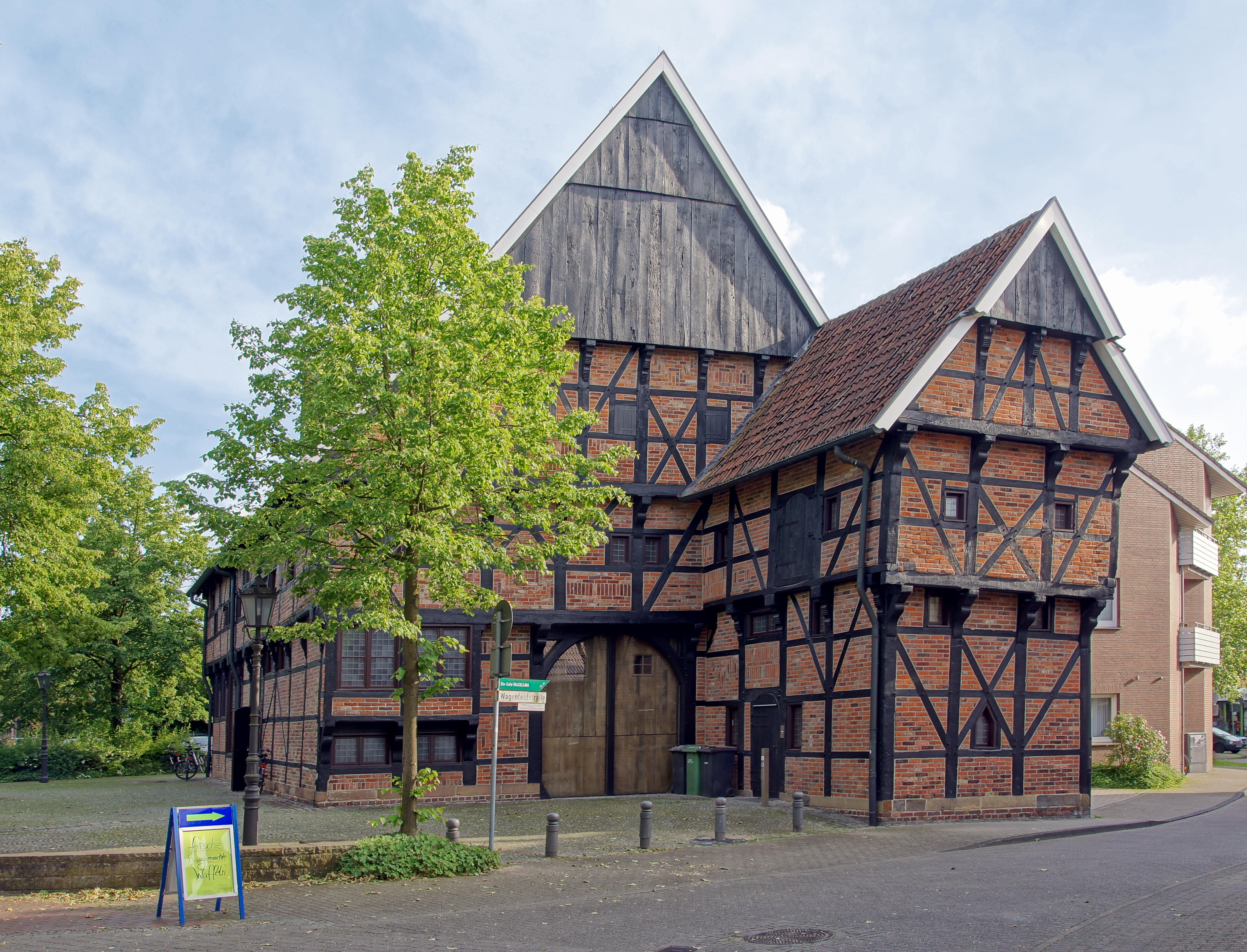
Alte Post (Drensteinfurt)
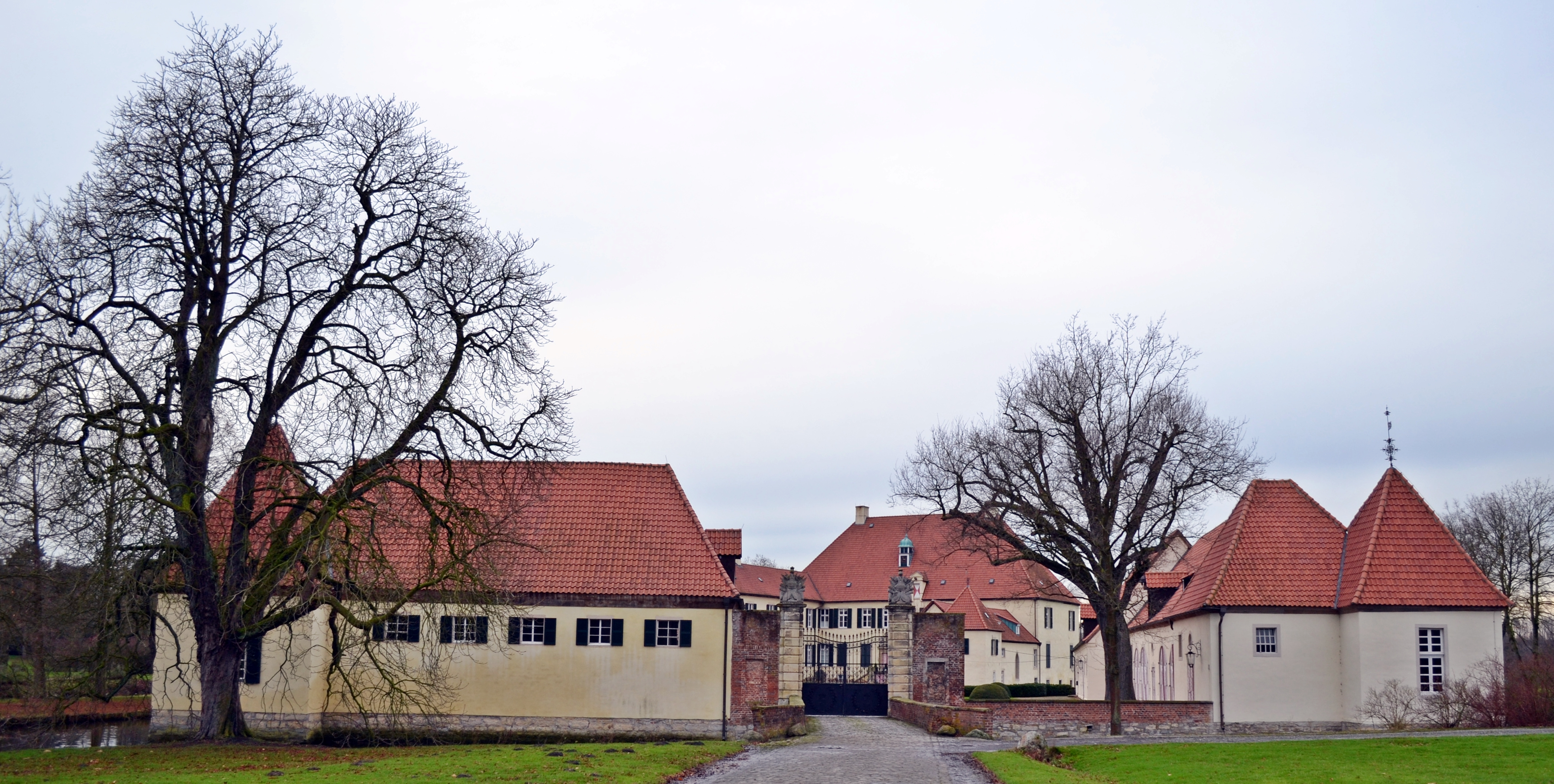
Schloss Vornholz Ostenfelde (Ennigerloh)
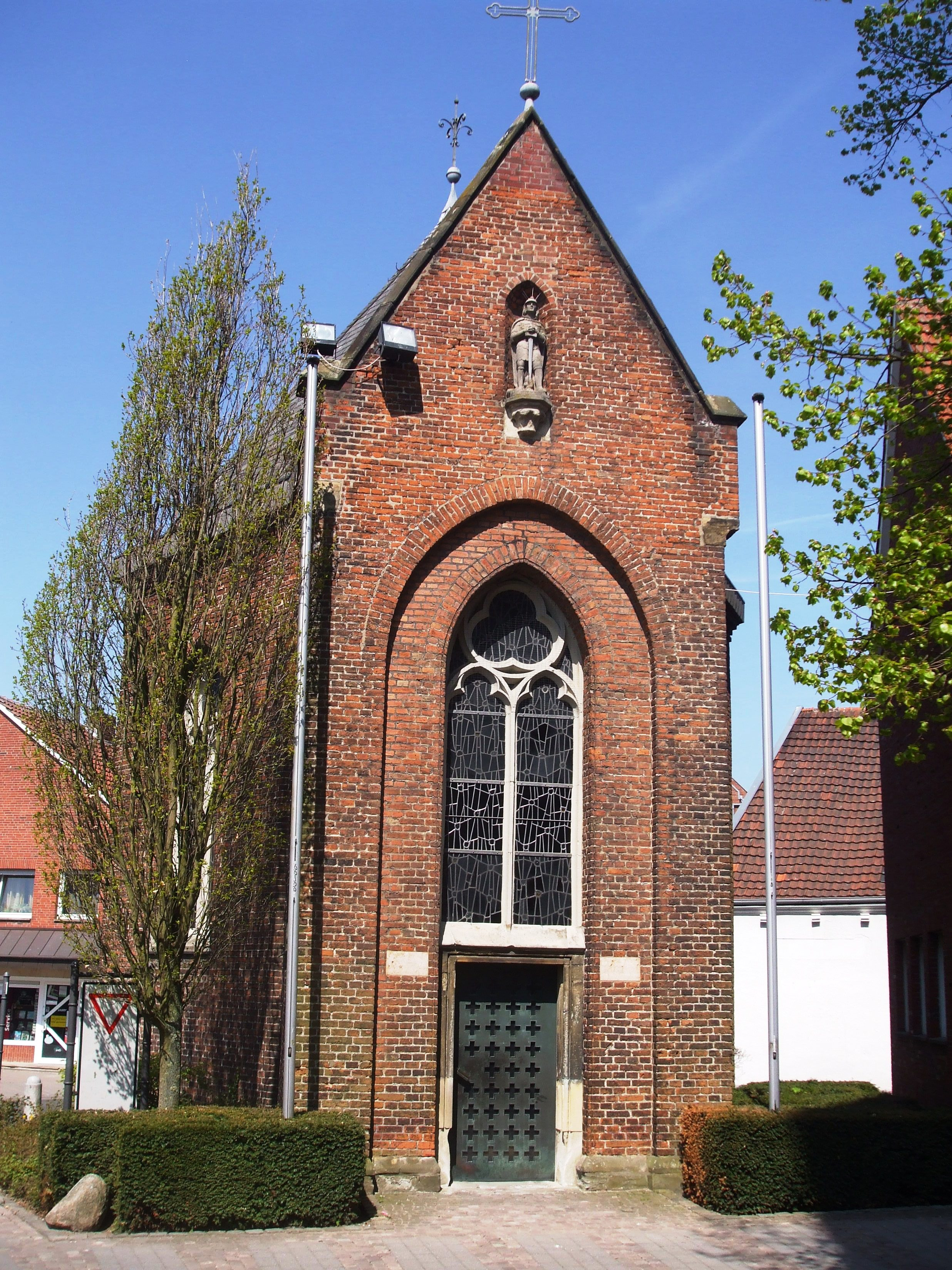
Marienkapelle (Everswinkel)
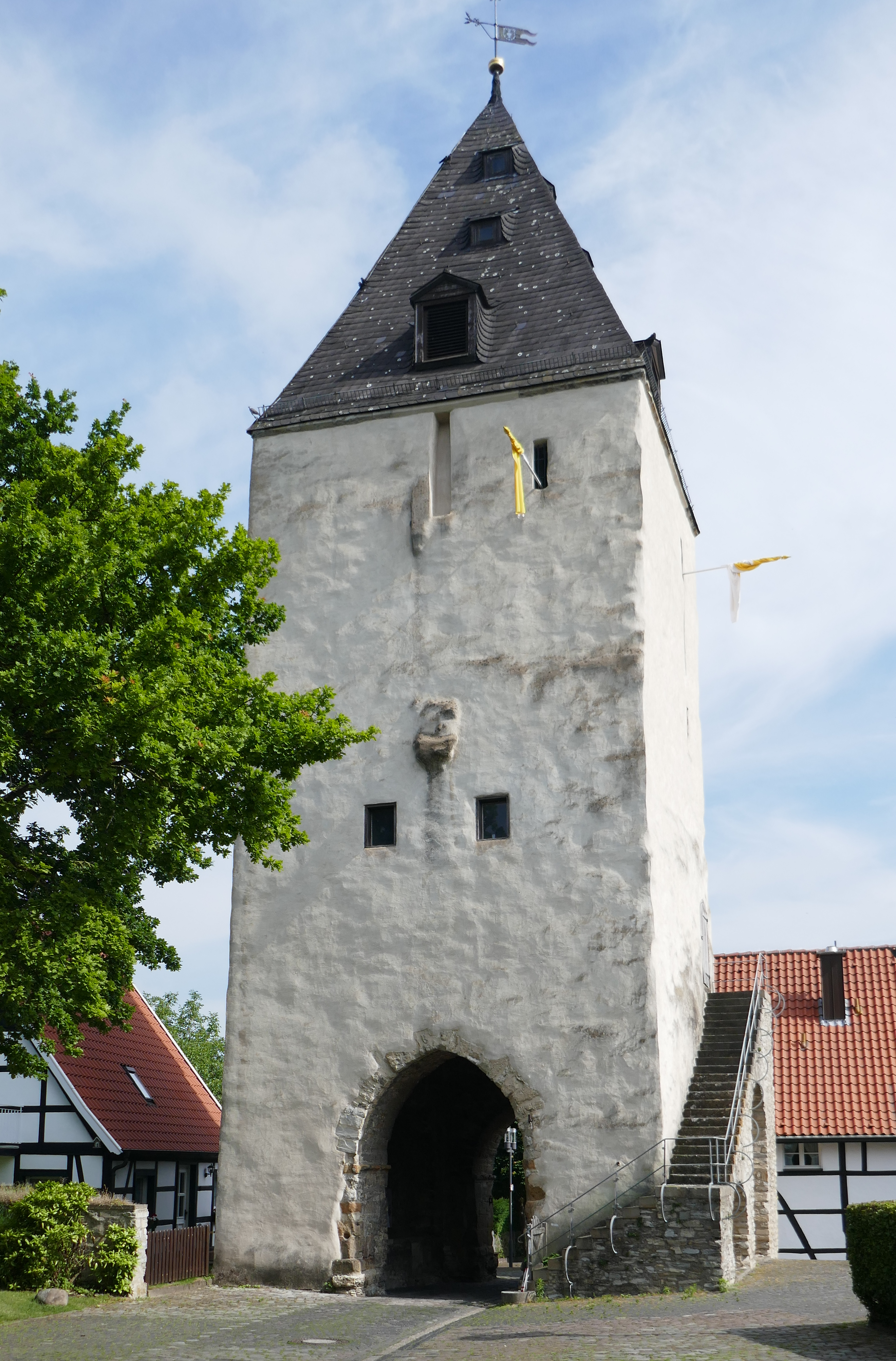
Paulusturm Stromberg (Oelde)
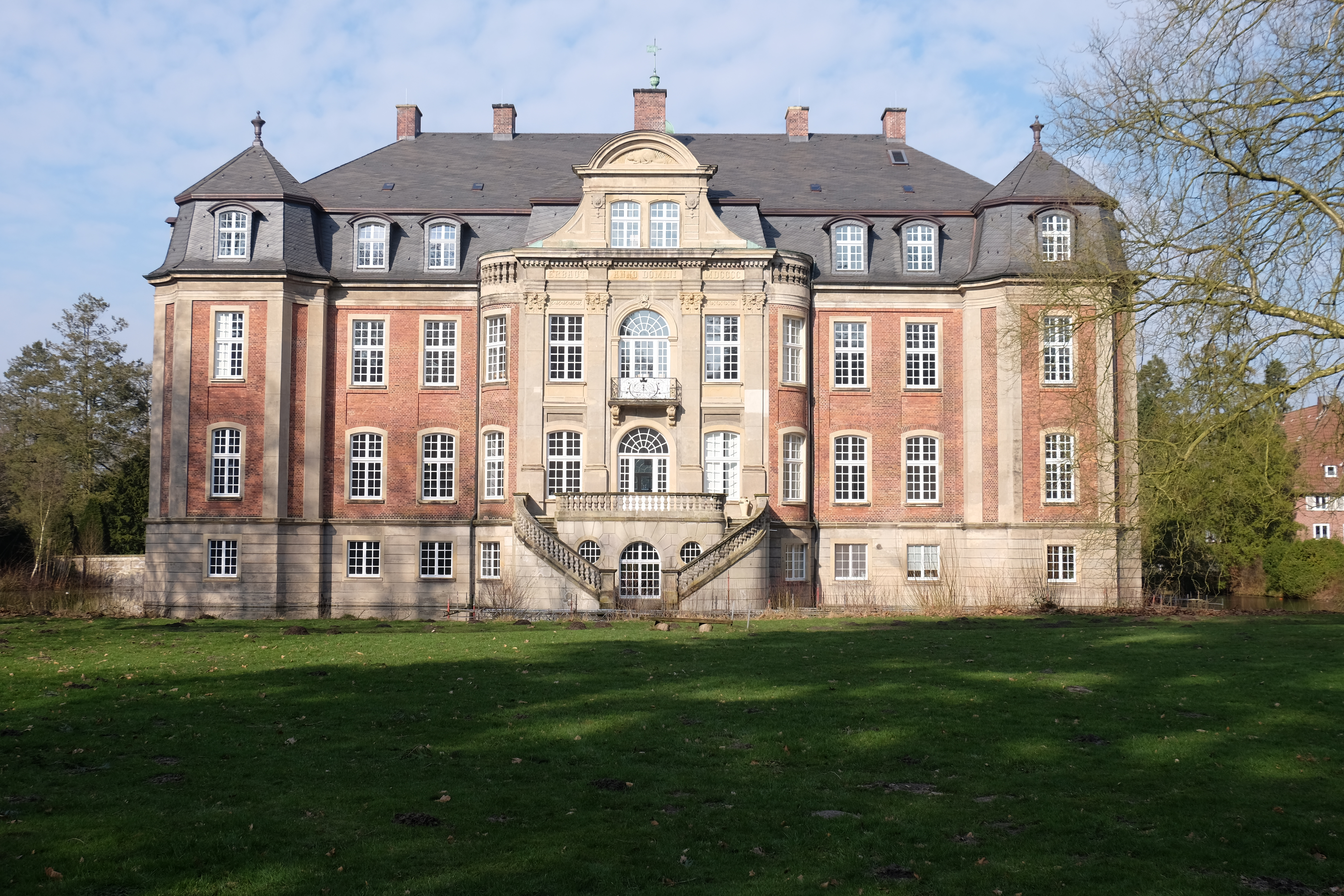
Schloss Loburg (1901) (Ostbevern)
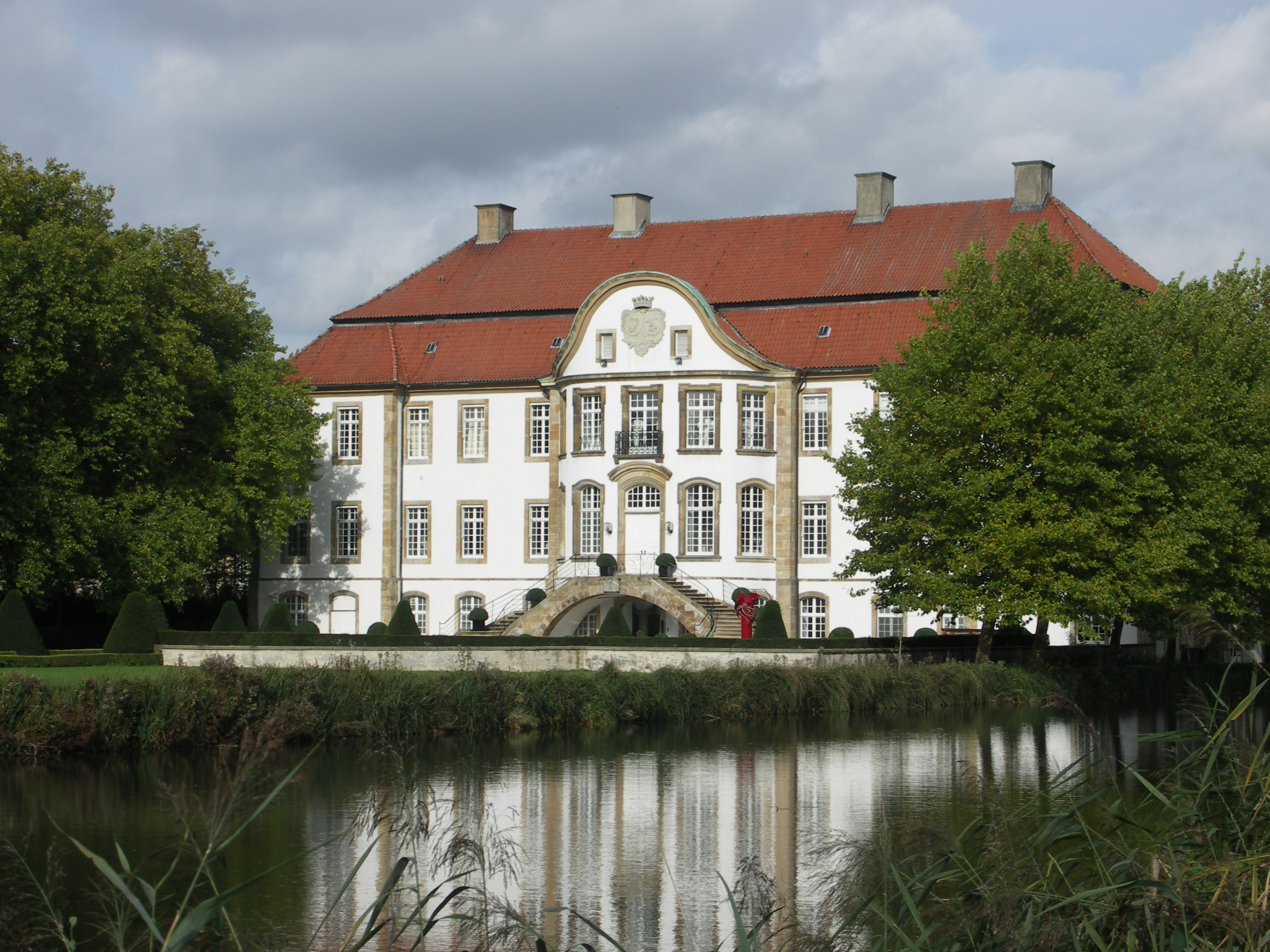
Barockschloss von Ketteler (1754–67) (Sassenberg)
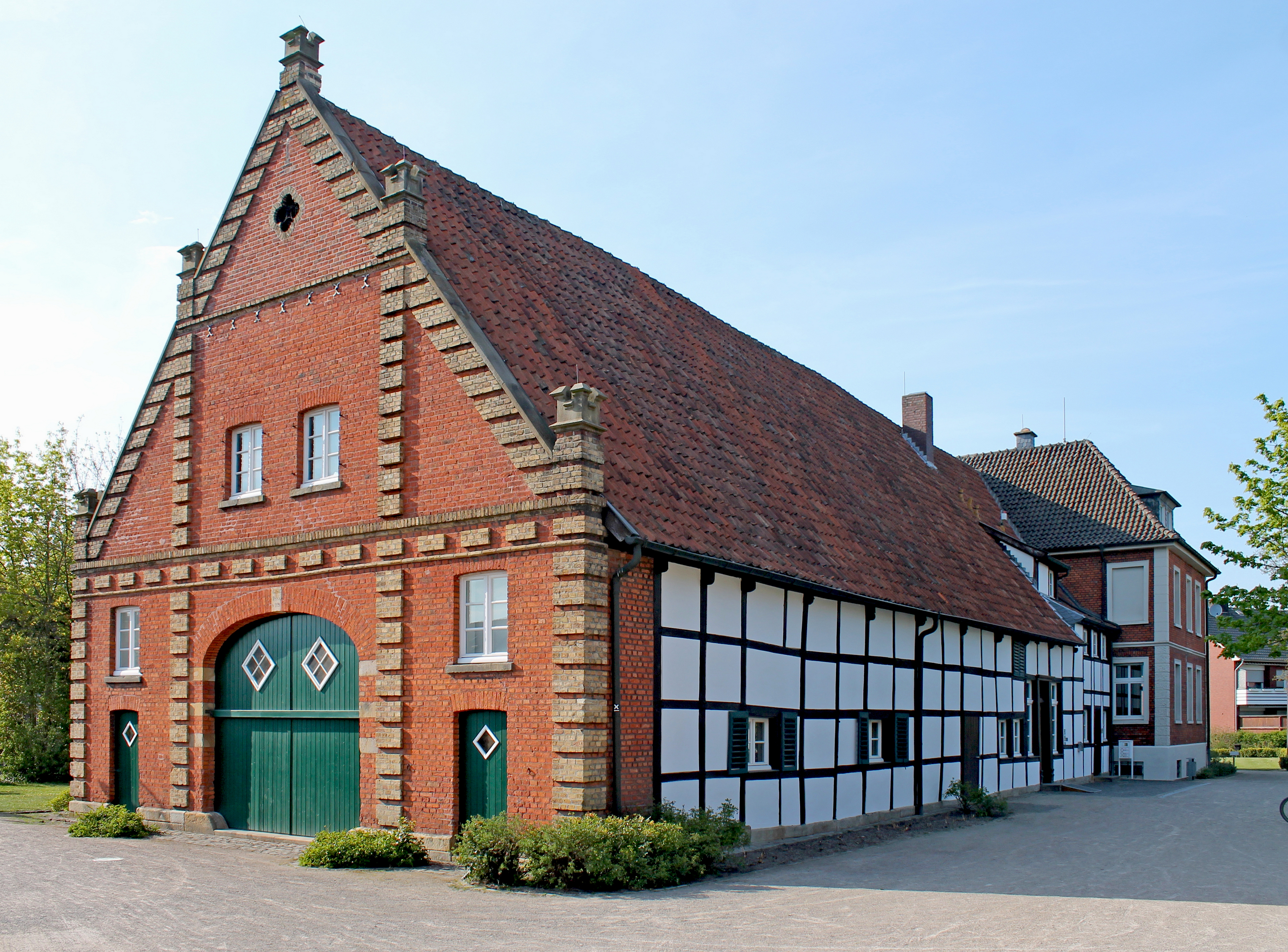
Fachwerkhaus und Villa (Sendenhorst)
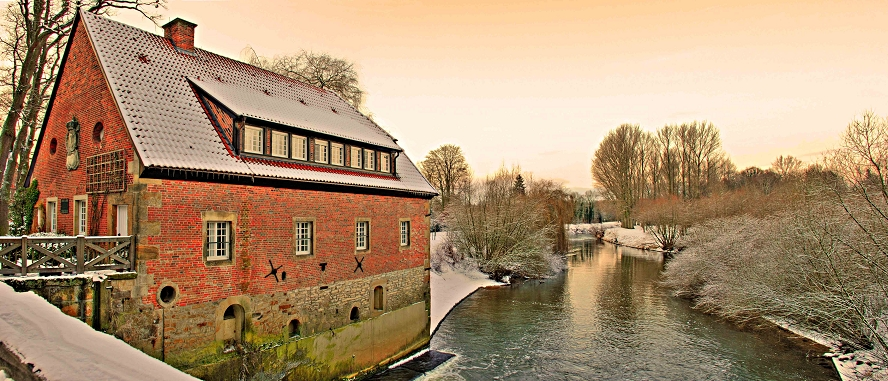
Emsmühle (Telgte)
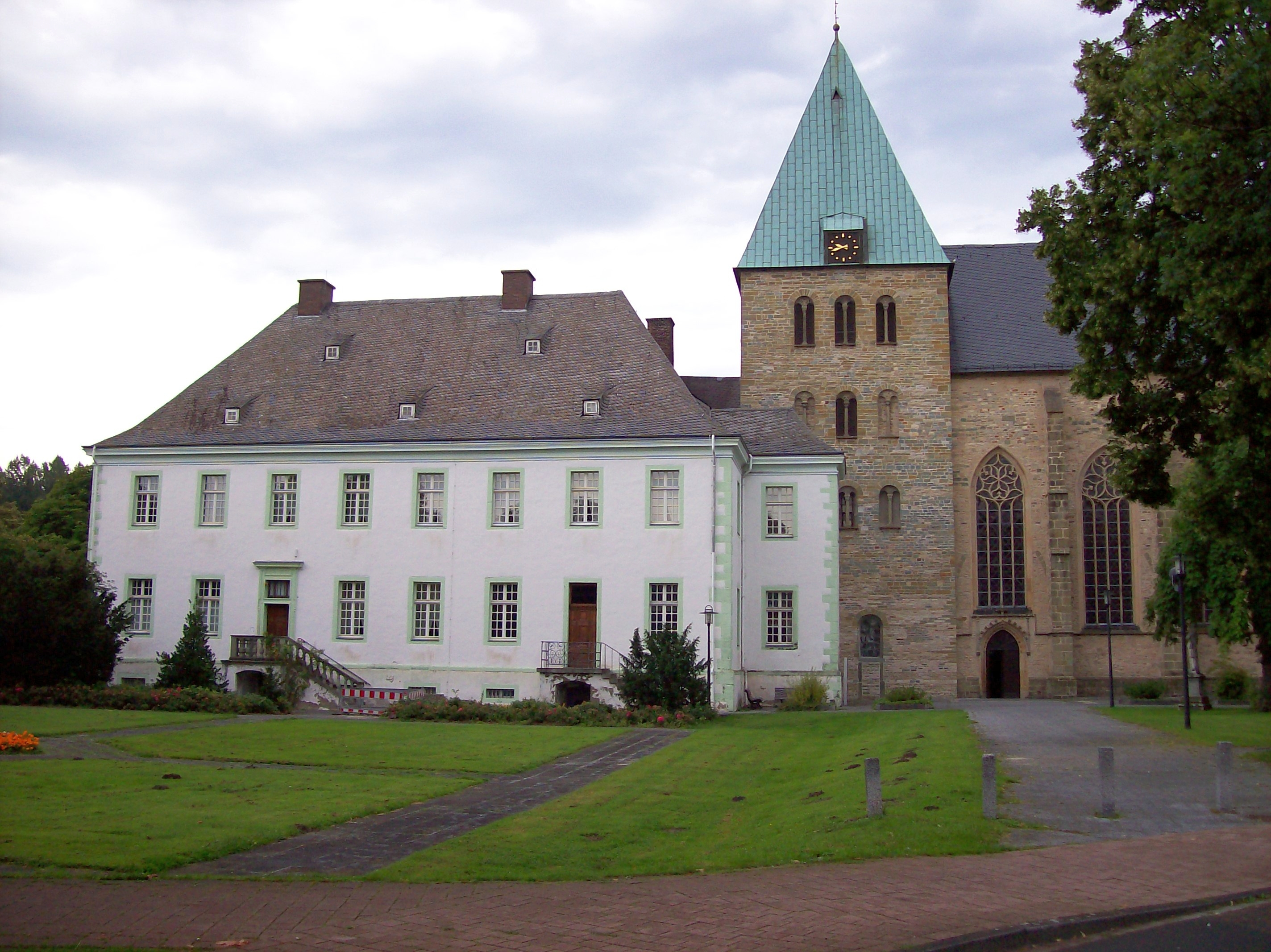
Abtei Liesborn (Wadersloh)
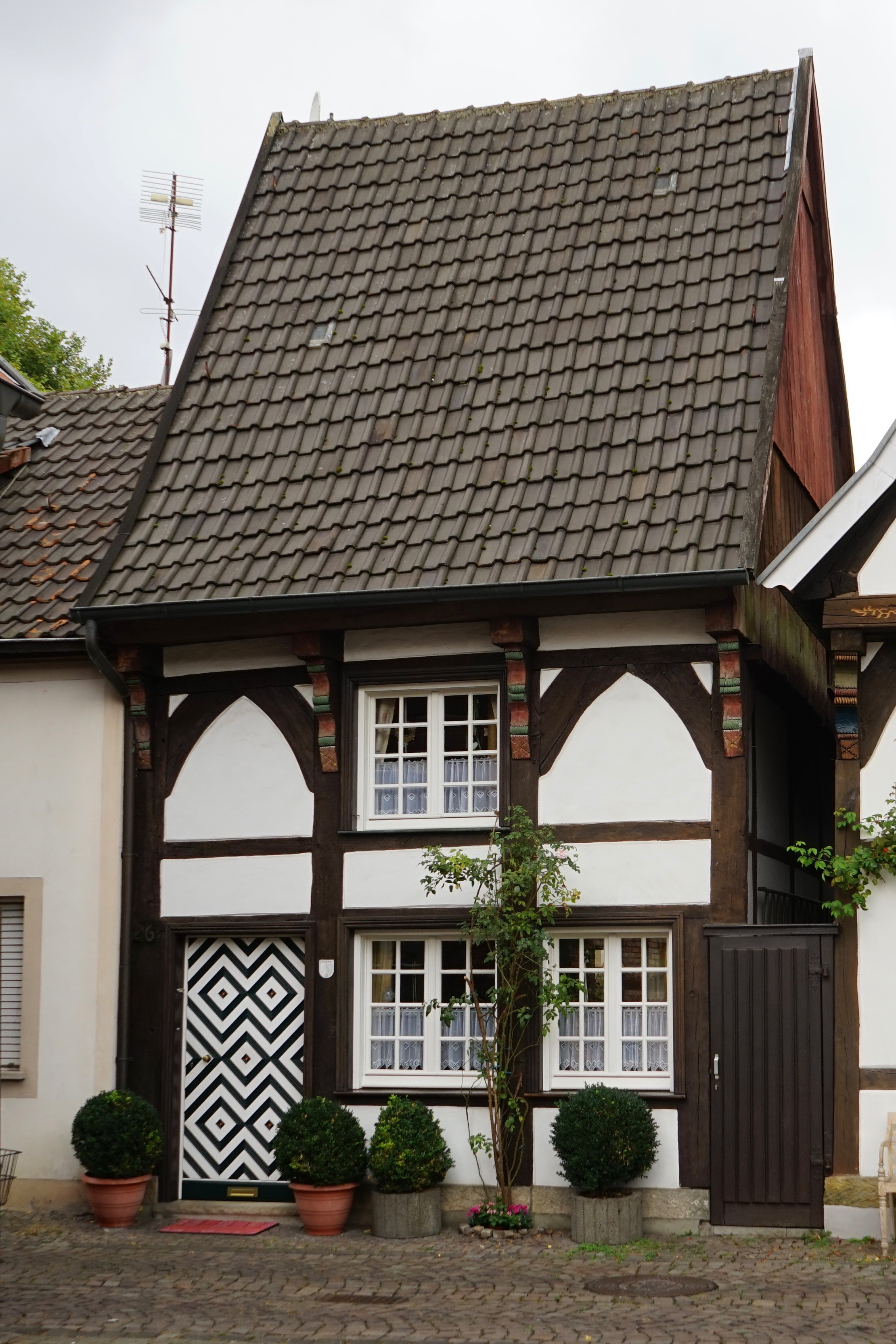
Fachwerkhaus Lilienstraße 26 (Warendorf)